# História de Salonica

O centro histórico de Salonica, com monumentos das eras helenística, romana, bizantina e otomana da cidade.

A história da cidade de Salonica remonta aos antigos macedônios. Hoje, com a abertura das fronteiras do sudeste europeu, a cidade está experimentando um forte renascimento, servindo como porto primeiro para as regiões ao norte da Grécia da Trácia e Macedônia, assim como para o resto do sudeste europeu.

## Era helenística

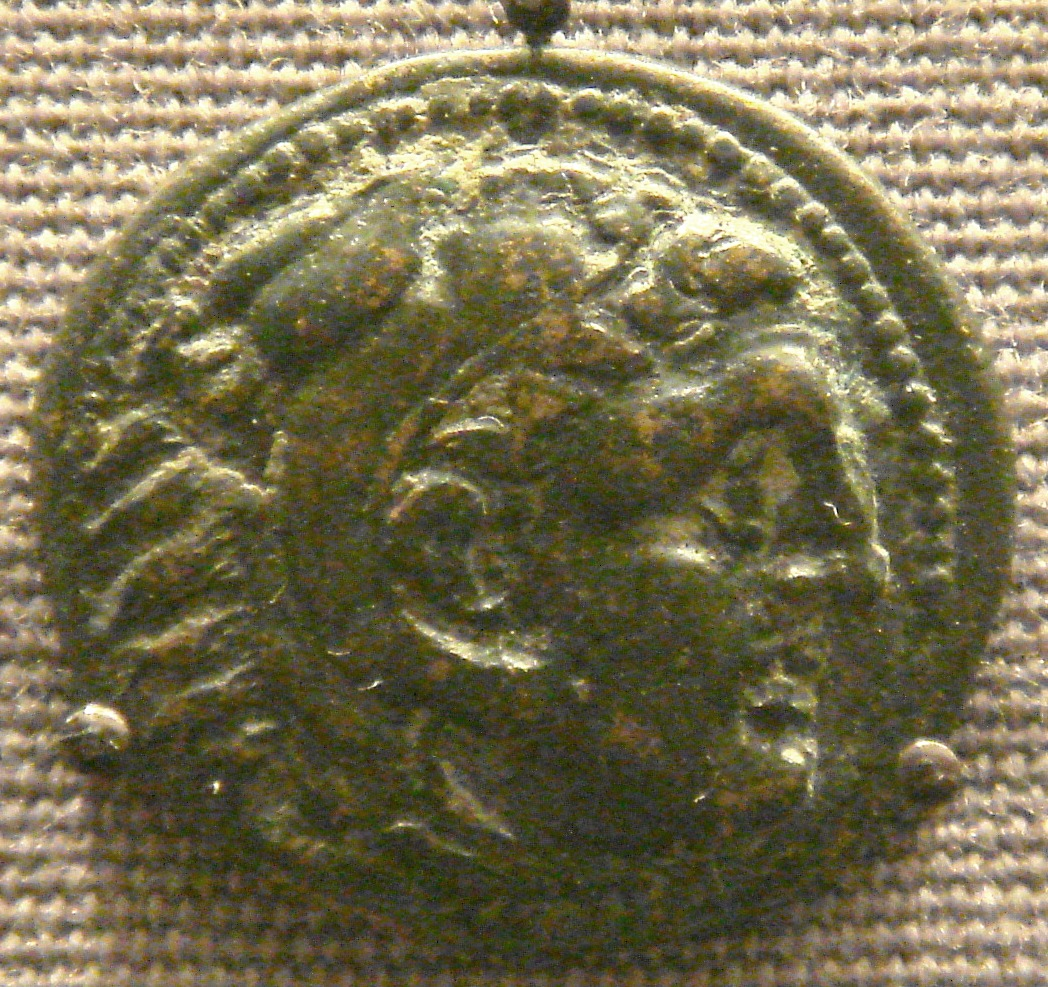
Moeda representando Cassandro, fundador de Salonica

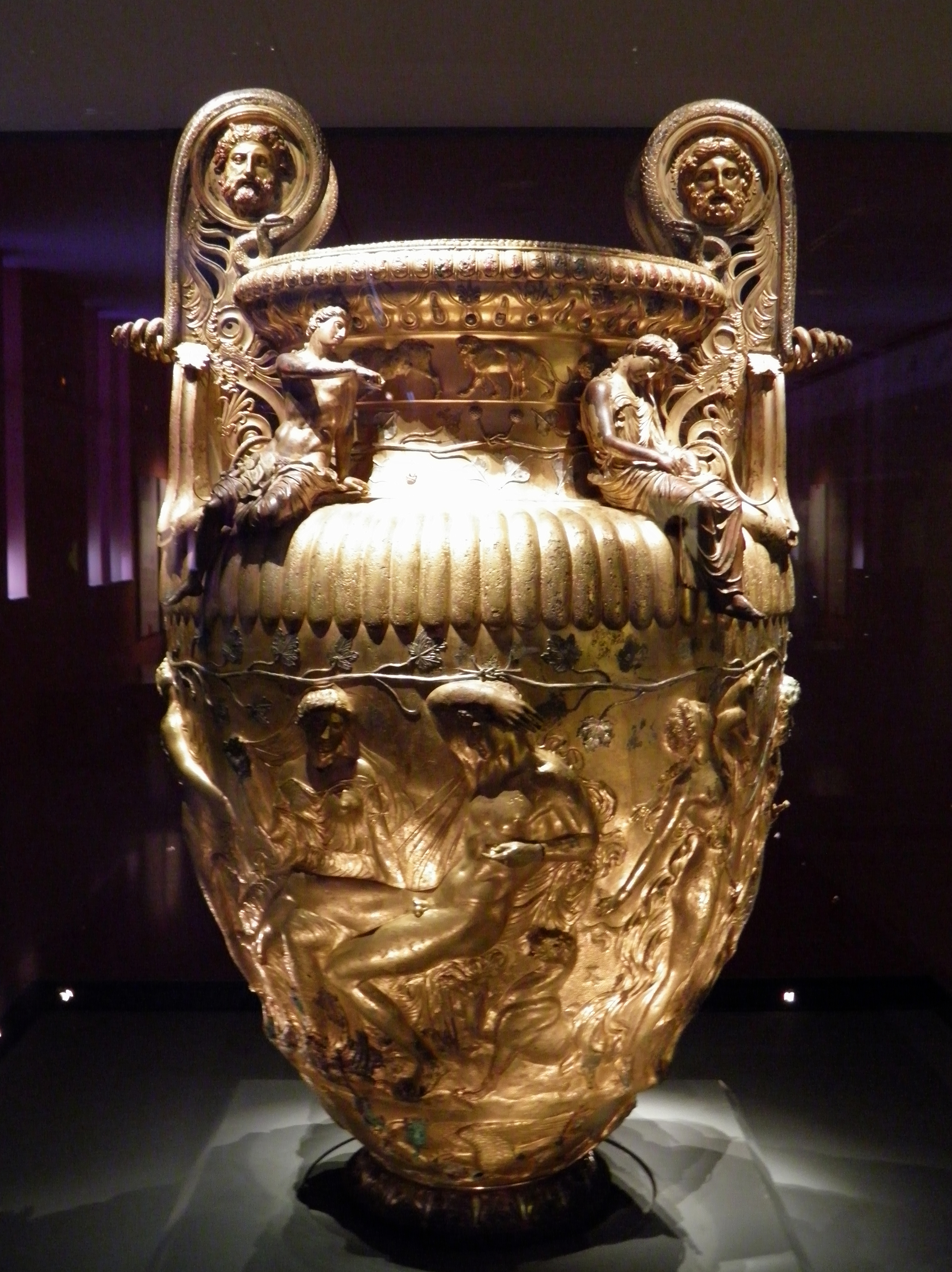
Vaso da era macedônica no Museu Arqueológico de Tessalônica

A cidade foi fundada por volta de 315 a.C. pelo rei Cassandro da Macedônia, no lugar ou perto do sítio da antiga cidade de Terma e de vinte e seis outras vilas locais. Cassandro nomeou sua nova cidade em homenagem à sua esposa, Tessalônica, meia-irmã de Alexandre, o Grande. Seu nome ("vitória dos tessálios", do grego: nikē "vitória) é em comemoração ao dia em que seu pai, Filipe II, venceu uma batalha com a ajuda de cavaleiros tessálios.
Salonica desenvolveu-se rapidamente e no início do século II a.C., teve suas primeiras muralhas construídas para proteger a cidade. A cidade também foi uma parte autônoma do Reino da Macedônia, com seu próprio parlamento onde um rei era representado e podia interferir nos assuntos da cidade.

## Era romana antiga/clássica

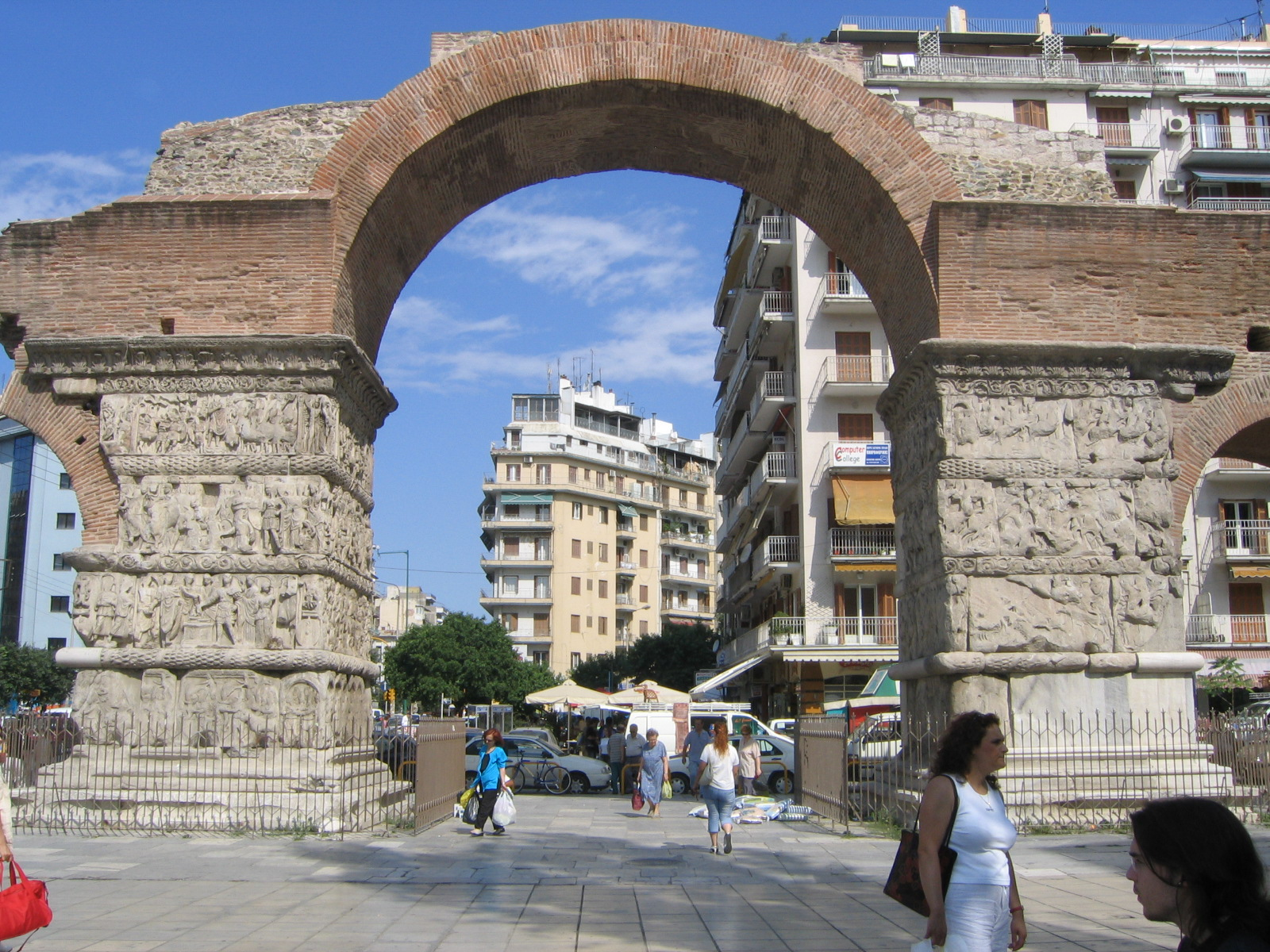
O Arco de Galério na Rua Egnatia

Depois da queda do Reino da Macedônia em 168 a.C., Tessalônica, como passou a se chamar em latim, tornou-se uma cidade da República Romana. A cidade cresceu e tornou-se um importante polo comercial na Via Egnácia, a estrada romana que conectava Bizâncio (futuramente Constantinopla) com Durazo (atual Durrës, na Albânia), o que facilitou o comércio entre Europa e Ásia. A cidade tornou-se a capital de um dos quatro distritos romanos da Macedônia, e por um curto período no século I a.C., foi a capital de todas as províncias gregas. Manteve seus privilégios, mas era governada por um pretor e mantinha uma guarnição romana. Dada a sua importância comercial, um grande porto foi construído pelos romanos, o famoso Porto Escavado (Σκαπτός Λιμήν) que abrigou o comércio da cidade até o século XVIII. Mais tarde, por causa dos resíduos de lama do Rio Vardar, a terra tomou o local e o porto teve que ser expandido. Remanescentes das antigas docas do porto podem ser encontrados atualmente na Rua Frangon, perto da igreja católica da cidade.
A acrópole de Salonica, localizada nas colinas ao norte, foi construída em 55 a.C. por razões de segurança, após as invasões trácias ao redor da cidade.
Por volta de 50 d.C., em sua segunda viagem missionária, o apóstolo Paulo discutiu com os judeus sobre as Escrituras em três sábados e semeou as sementes da primeira igreja cristã em Salonica. Durante o período em que Paulo esteve na cidade, ele convenceu alguns, tanto entre judeus como entre gregos a adotarem as crenças cristãs, assim como convenceu algumas líderes mulheres da cidade. Entretanto, os judeus que mantiveram sua fé não queriam mais conflitos sectários em suas sinagogas e baniram Paulo e seus companheiros de seu meio; reuniram uma multidão, começaram um motim e acusaram a companhia apostólica de "virar o mundo do avesso". Por não serem mais bem-vindos, Silas e Timóteo acabaram sendo expulsos de Salonica pelos cristãos recém-convertidos. De lá, os evangelistas foram para Bereia, onde eles foram bem-sucedidos em converterem algumas pessoas na cidade. Os três viriam a continuar suas viagens, e Paulo escreve duas cartas para a nova igreja em Salonica, provavelmente entre 51 e 53: a Primeira Epístola aos Tessalonicenses e a Segunda Epístola aos Tessalonicenses.
Em 306, Salonica adotou São Demétrio como padroeiro. Os cristãos atribuíram a ele um número de milagres que salvaram a cidade. Ele era procônsul romano da Grécia durante o reinado de Maximiano. Demétrio foi morto numa prisão romana, onde a igreja de São Demétrio foi construída. A igreja foi construída pelo sub-prefeito romano de Ilírico, Leôncio, em 463. Outros remanescentes desse período são o Arco e Tumba de Galério, localizado no centro da cidade moderna de Salonica.

## Era bizantina romana e ocupações estrangeiras intermitentes; Antiguidade Tardia ao Final da Idade Média

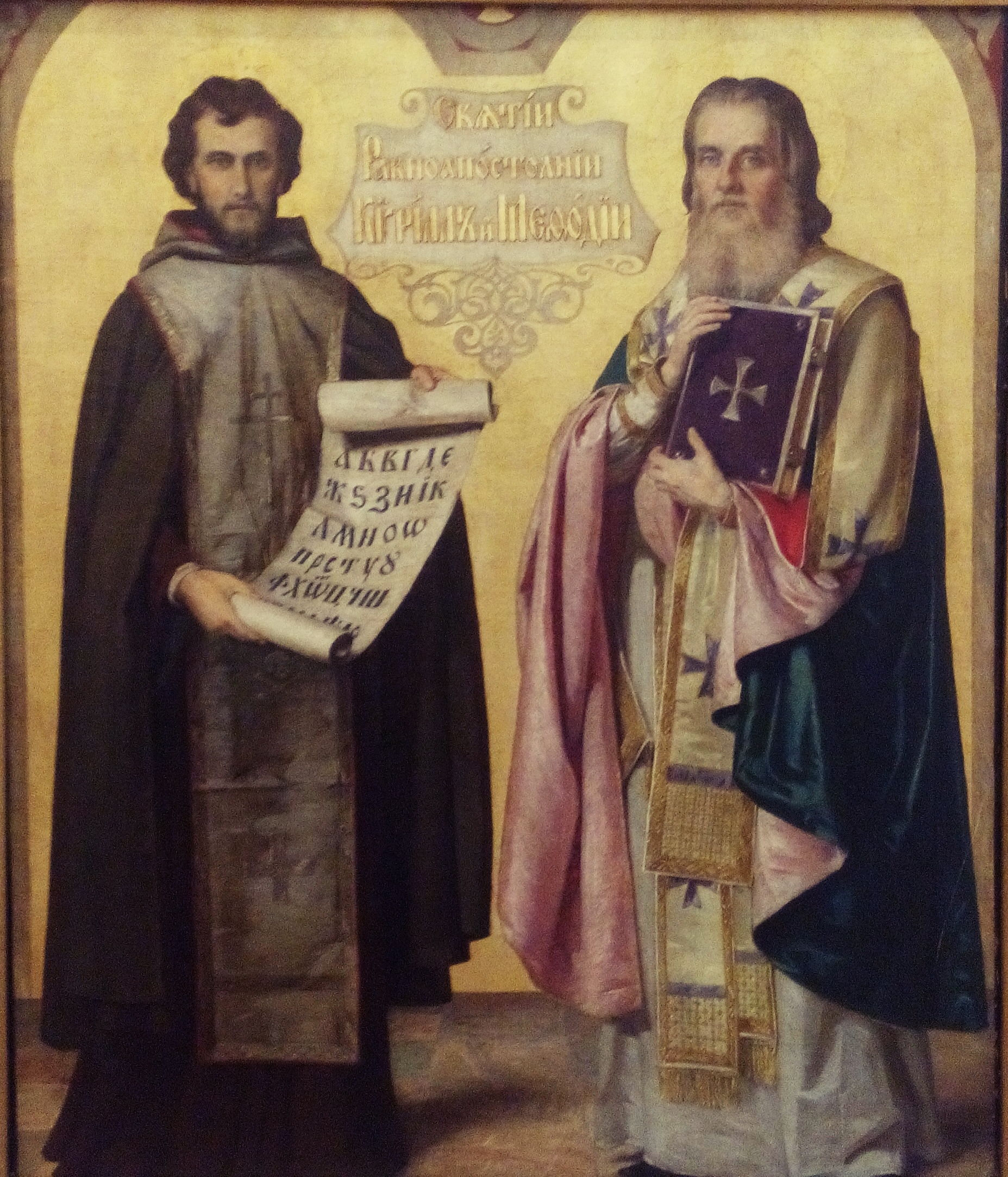
Santos Cirilo e Metódio

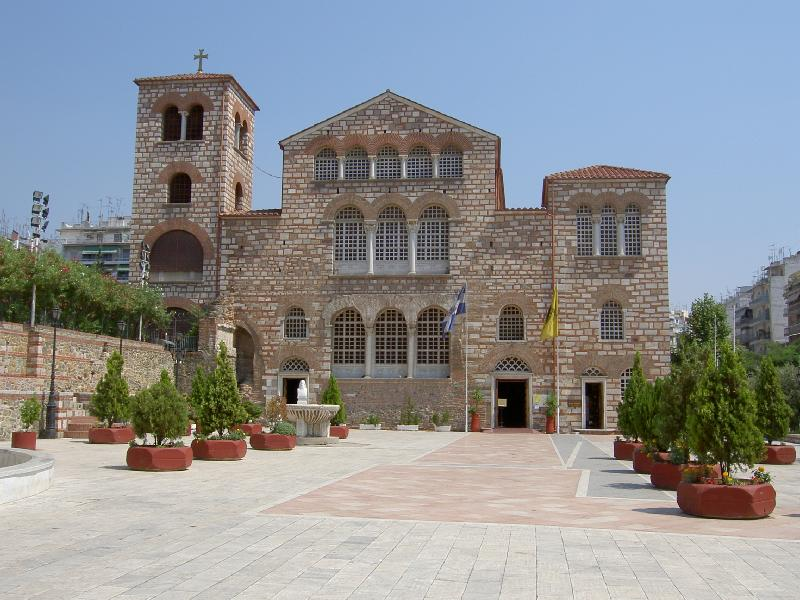
A basílica de São Demétrio, santo padroeiro da cidade.

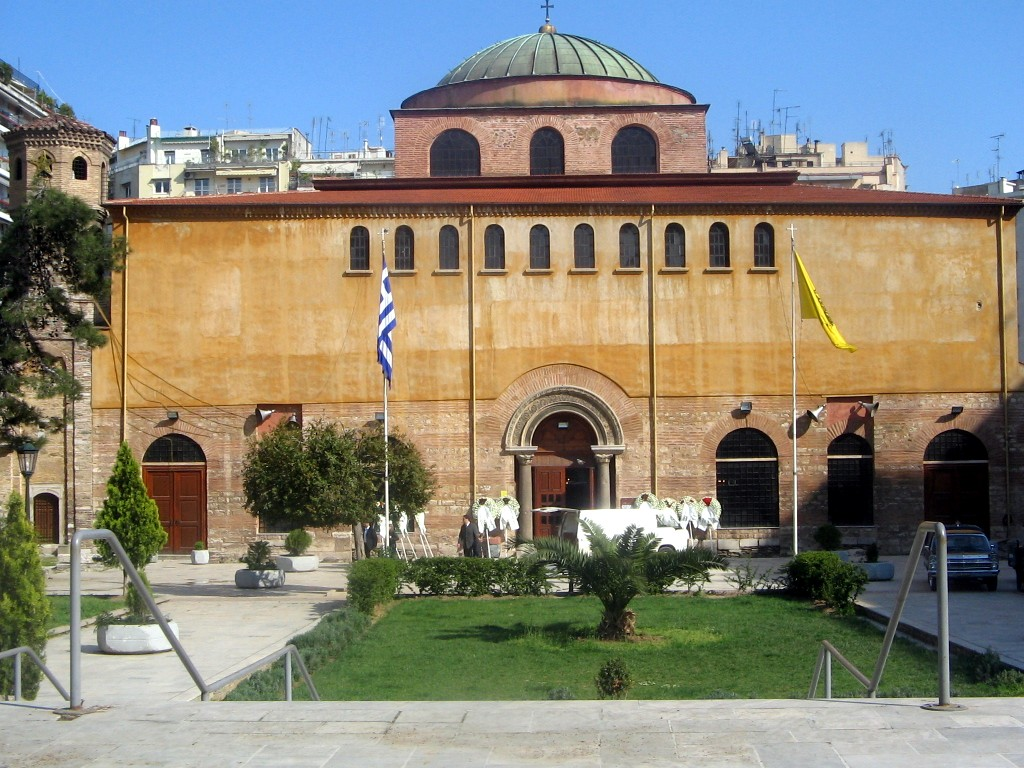
A igreja da Santa Sabedoria (Hagia Sophia) no centro de Salonica.

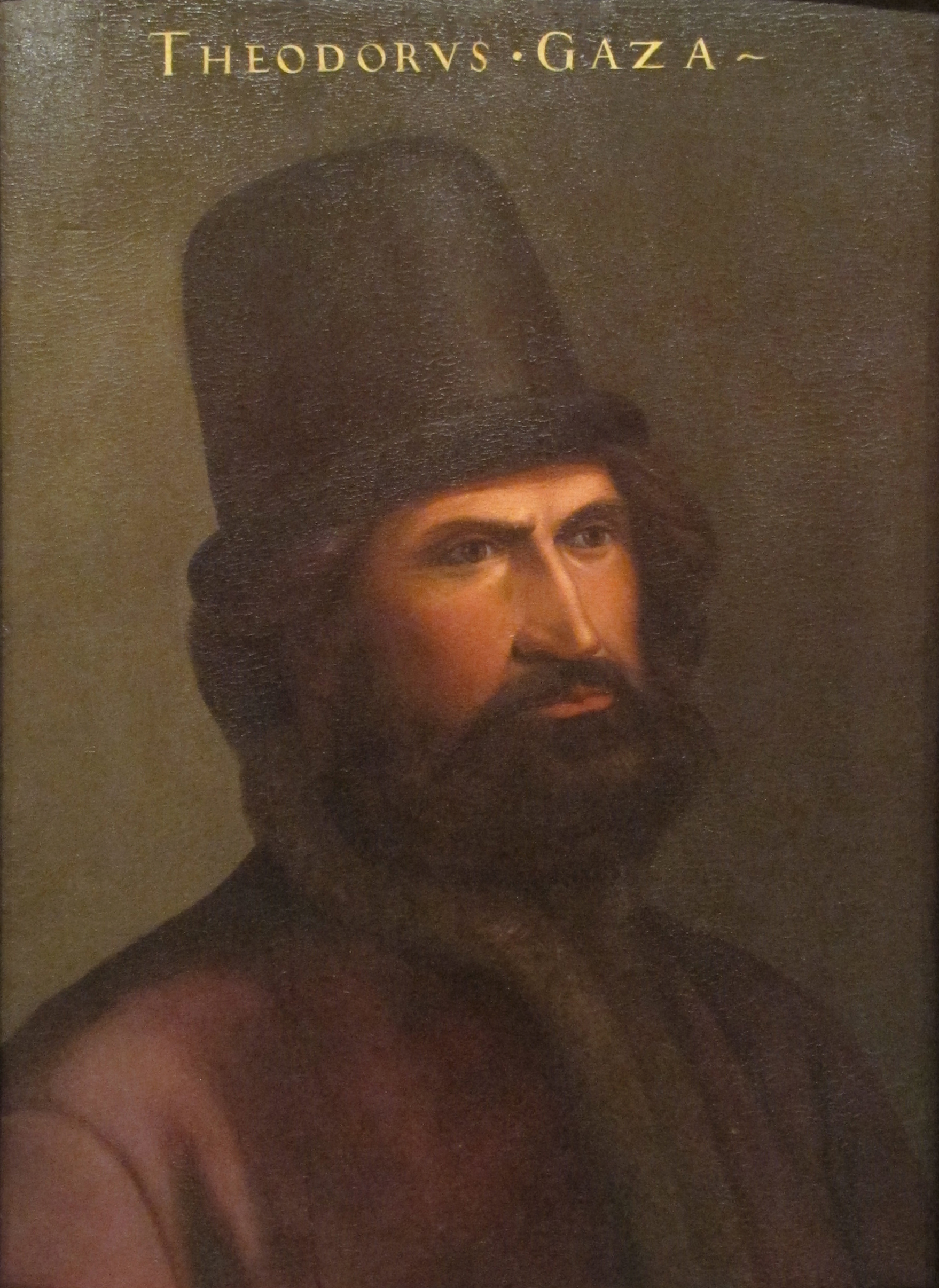
Teodoro Gaza, também chamado pelo epíteto de Thessalonicensis (latim) e Thessalonikeus (grego), foi um humanista e tradutor de Aristóteles.

Quando a prefeitura romana da Ilíria foi dividida entre as metades romanas do Oriente e do Ocidente em 379, Salonica tornou-se a capital da nova prefeitura da Ilíria (reduzida em tamanho). Sua importância só ficava atrás da própria Constantinopla na região dos Bálcãs e do Egeu, sendo em 390 palco de uma revolta contra o imperador Teodósio I e seus mercenários góticos. Buterico, seu general, junto com vários de seus oficiais de alto escalão foram mortos em uma revolta desencadeada pela prisão de um cocheiro local por pederastia a um dos meninos escravos de Buterico. Cerca de 7.000 a 15.000 cidadãos foram massacrados no hipódromo da cidade em vingança — um ato que deu a Teodósio uma excomunhão temporária.
Um interlúdio tranquilo se seguiu até repetidas invasões bárbaras após a queda do Império Romano do Ocidente, onde um catastrófico terremoto danificou severamente a cidade em 620, resulta do na destruição do Fórum Romano e de vários outros edifícios públicos. Salonica sofreu ataques dos eslavos no século VII (notavelmente em 617 e 676-678); entretanto, eles falharam em capturar a cidade. Os irmãos bizantinos Cirilo e Metódio nasceram em Tessalônica e foi o imperador bizantino Miguel III que os encorajou a visitar as regiões mais ao norte como missionários, onde adotaram a língua eslava do sul como base para o antigo eslavo eclesiástico. No século IX, os bizantinos decidiram transferir o mercado de produtos búlgaros de Constantinopla para Salonica. O czar Simeão I da Búlgaria invadiu a Trácia, mas foi derrotado pelo exército bizantino e forcou o Império a transferir o mercado de volta para Constantinopla. Em 904, os sarracenos, liderados por Leão de Trípoli, planejaram um cerco à cidade e depois de dez dias de depredação, deixaram a cidade após libertarem 4.000 prisioneiros muçulmanos e capturarem 60 navios, além de um grande saque e 22 mil escravos, a maioria jovens.
Após tudo isso, a cidade se recuperou e a gradual restauração do poder bizantino durante os séculos X, XI e XII trouxe paz para a região. Segundo Benjamin de Tudela, uma comunidade de ao menos 500 judeus existia no século XII quando ele visitou a cidade. Naquele tempo, a cidade sediava a festa de São Demétrio todo mês de outubro, que acontecia fora das muralhas da cidade e durava seis dias.
A expansão econômica da cidade continuou durante o século XII e os imperadores comnenos expandiram o controle bizantino para a Sérvia e a Hungria, para o norte. A cidade era conhecia por ter sediado uma casa da moeda imperial neste período. Porém, após a morte de Manuel I Comneno em 1180, as fortunas do Império Bizantino começaram a cair e, em 1185, os governantes normandos da Sicília, liderados pelo Conde Balduíno e Ricardo d'Acerra, atacaram e ocuparam a cidade, destruindo consideravelmente o local. Apesar disso, dominaram a região por menos de um ano, sendo derrotados pelo exército bizantino em duas batalhas meses depois, forçando-os a desocupar a cidade. 

Brasão de armas do Reino de Salonica (1204–1224)

Salonica foi perdida pelos bizantinos em 1204, quando Constantinopla foi dominada na Quarta Cruzada. Salonica e seus arredores — o Reino de Salonica — tornaram-se o maior feudo do Império Latino, cobrindo a maior parte do norte e do centro da Grécia. A cidade foi doada pelo imperador Balduíno I a seu rival, Bonifácio de Montferrat, mas foi retomada pelos bizantinos em 1224 por Teodoro Comneno Ducas, o governante grego de Epiro, que estabeleceu o Império de Salonica. Depois da Batalha de Klokotnitsa em 1230, o czar João Asen II da Bulgária fez dos governantes de Salonica seus vassalos. A cidade tornou-se subordinada ao Império de Niceia em 1242, quando seu governantes, João Comneno Ducas, perdeu seu título imperial e foi anexada por completo em 1246.
Neste período, apesar das invasões intermitentes, Salonica tinha uma grande população e comércio pujante, o que gerava um esforço intelectual e artístico que pode ser visto em várias igrejas e afresco dessa época e pelos estudiosos ensinando lá, como Tomás Magistro, Demétrio Triclínio, Nicéforo Cumno, Constantino Armenôpulo e Nilo Cabásilas. Exemplares da arte bizantina sobrevivem na cidade, particularmente os mosaicos de algumas igrejas históricas, como a igreja de Hagia Sofia e a igreja de São Jorge.
Entretanto, no século XIV, a cidade enfrentou uma revolta de um movimento social de zelotes (1342-1349), nascido de um conflito religioso entre o bispo Gregório Palamas, que apoiava princípios conservadores, e o monge Barlaão. Rapidamente, tornou-se um movimento político anti-aristocrático durante a Guerra civil bizantina de 1341-47, fazendo os zelotes governaram a cidade de 1342 até 1349.

## Era otomana

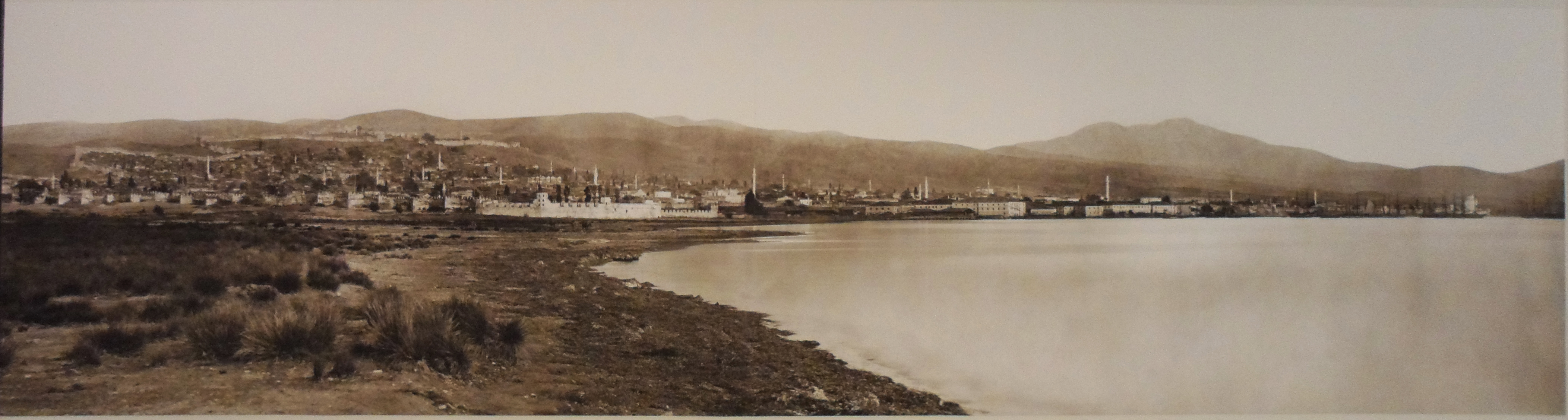
A fotografia mais antiga de Salonica, 1863.

O Império Bizantino, não podendo defender a cidade contra o avanço do Império Otomano, entregou-a em 1423 para a República de Veneza. Veneza dominou a cidade até ter sido capturada por um cerco de três dias do sultão otomano Murade II, em 29 de março de 1430. Os otomanos já tinham capturado Salonica em 1387, mas perderam a cidade após a derrota na Batalha de Ancara contra Tamerlão. em 1402, quando as enfraquecidas forças otomanas foram obrigadas a entregar consideráveis territórios aos bizantinos. Durante o período otomano, as populações muçulmana e judaica da cidade cresceram. Em 1478, Salonica tinha uma população de 4.320 muçulmanos e 6.094 de habitantes ortodoxos gregos. Em c. 1500, o número de muçulmanos cresceu para 8.575, e os gregos eram 7.986, fazendo dos gregos uma minoria. Nesse mesmo tempo, judeus sefarditas começaram a chegar da Espanha. A expulsão dos judeus da Espanha, promulgada pelos reis católicos Fernando e Isabel, forçaram os judeus a se converterem ao cristianismo ou serem exilados, enquanto os alegados "falsos conversos" (marranos) eram torturados e mortos com o apoio da Inquisição. Visando diluir o nacionalismo grego e enfraquecê-lo, o imperador otomano convidou os judeus a se reassentarem em seus territórios, que incluíam Salonica. Em c. 1500, eles eram aproximadamente 3.770 judeus, mas a partir de 1519, segundo arquivos otomanos, a população de Salonica era de 6.870 muçulmanos, 6.635 cristãos e 15.715 judeus, resultando num crescimento de 54% na população da cidade. Judeus sefarditas, muçulmanos e ortodoxos gregos permaneceram os principais grupos na cidade pelos próximos 400 anos.
A cidade tornou-se a maior cidade judaica do mundo e a foi durante pelo menos 200 anos, sendo frequentemente chamada de "Mãe de Israel". De seus 130.000 habitantes no início do século XX, cerca de 60.000 eram judeus sefarditas. Também havia judeus romaniotas.
Por causa do influxo de culturas, Salonica, chamada Selânik em turco, tornou-se uma das cidades mais importantes do Império, sendo o principal centro comercial dos Bálcãs. As ferrovias chegaram na cidade em 1888 e novas instalações foram feitas no porto entre 1896 e 1904. O fundador da Turquia moderna, Mustafa Kemal Atatürk, nasceu na cidade em 1881, e o movimento dos Jovens Turcos era baseado na cidade no início do século XX.

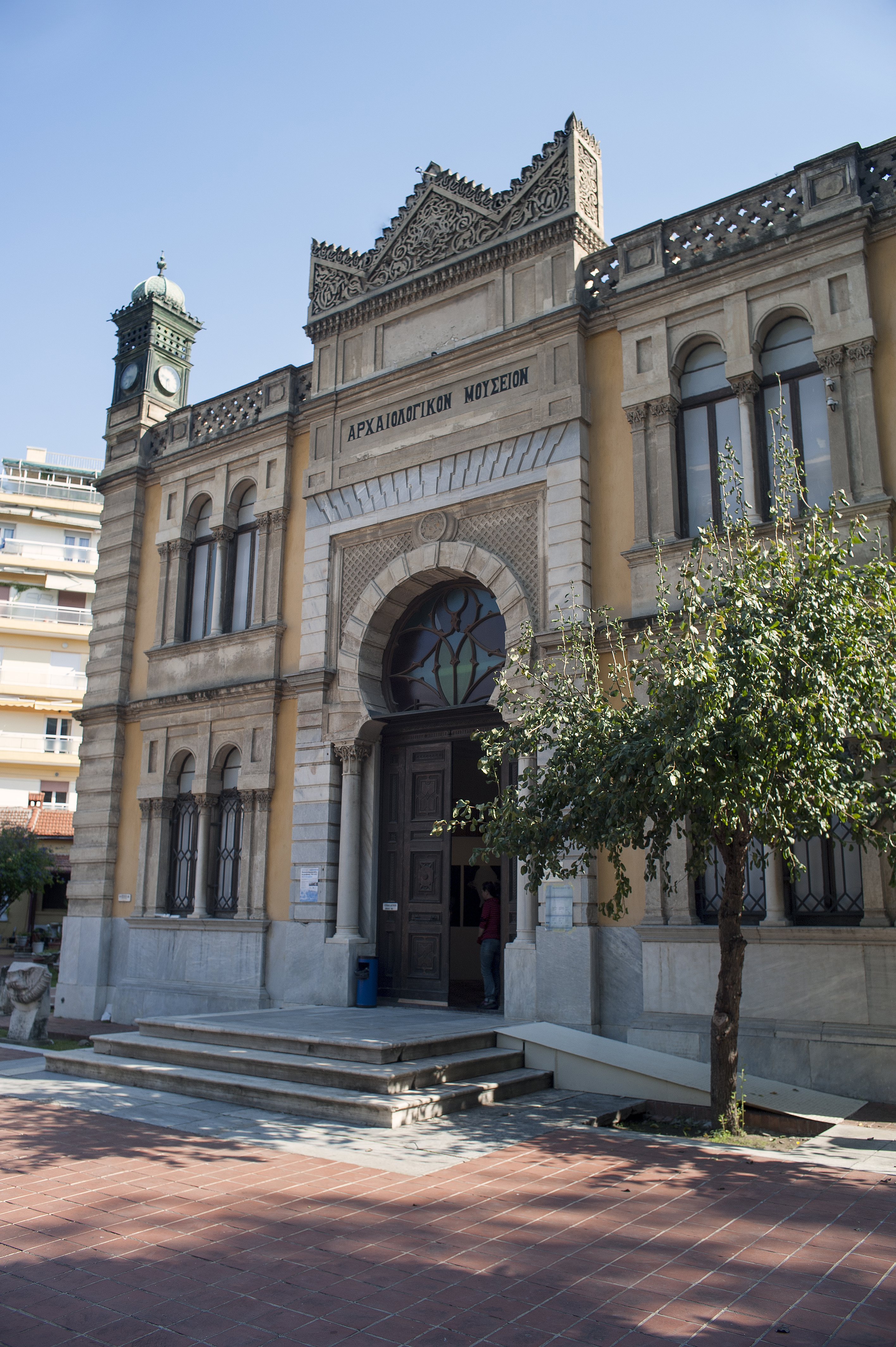
Vista da Nova Mesquita, construída durante o fim do período otomano para a comunidade Dönme.

Selânik era um centro sanjaco (Sanjaco de Salonica) no Rumeli Eyalet de 1393 a 1402 e de 1430 a 1826, quando se tornou centro de uma província separada, a Selanik Eyalet. Em 1867 foi transformada na Selanik Vilayet, que incluía os sanjacos de Selânik (Salonica), Grécia e Serres.
Remanescentes arquitetônicos do período otomano podem ser encontrados no distrito Ano Poli (Cidade Alta), que abriga as casas de madeira e fontes que sobreviveram ao grande incêndio da cidade nos anos seguintes. No centro da cidade, várias mesquitas de pedra sobreviveram, como a Mesquita Hamza Bey na Egnatia (em reforma), a Mesquita Aladja Imaret, na Rua Kassandrou, o mercado Bezesten e a casa de banho Yahudi Hamam. A maior parte dos 40 minaretes foram demolidos depois de 1912, ou destruídos durante o Grande Incêndio de Salonica de 1917; o único sobrevivente é o Arco de Galério. Também há algumas casas de banho otomanas, como a Bey Hamam na Avenida Egnatia.
Depois do início da Guerra Grega de Independência, uma revolta aconteceu também na Macedônia, liderada por Emmanuel Papas, que depois estabelecer-se-ia na península Calcídica. Em maio de 1821, o governador de Salonica, Ysuf Bey (filho de Ismail Bey), deu uma ordem para matar todos os gregos que fossem encontrados nas ruas. O mulá de Salonica, Hayrıülah, deu a seguinte descrição das ações de Yusuf: "Todos os dias e todas as noites nada se ouve nas ruas a não ser tiros e gemidos. Parece que Yusuf Bey, o Yeniferi Agaso, o Subaşı, os hocas e os ulemas estão ficando todos loucos". Isso fez com que a comunidade grega demorasse até o final do século XIX para se recuperar.

A partir de 1870, por causa do crescimento econômico, a população da cidade aumentou em 70%, atingindo 135.000 habitantes em 1917. Durante o século XIX, Salonica tornou-se um dos centros político e cultural do renascimento búlgaro na Macedônia. De acordo com o etnógrafo búlgaro Vasil Kanchov, no início do século XX havia cerca de 10.000 búlgaros na cidade, formando uma minoria substancial na cidade. Em 1880 uma Escola dos Homens Búlgaros foi fundada, seguida por outras instituições educacionais do Exarcado Búlgaro. Em 1893, alguns intelectuais Bulgaros criaram uma organização revolucionária, que espalhou sua influência entre os Búlgaros dos Bálcãs otomanos e tornou-se o mais poderoso movimento búlgaro paramilitar, mais conhecido pelo seu nome posterior, a Organização Revolucionária Interna da Macedônia (ORIM). Em 1903, um grupo de macedônios esquerdistas e anarquistas vinculados ao ORIM, pegariam uma seria de bombardeios em Salonica. Depois da Revolução dos Jovens Turcos em 1908, Salonica tornou-se o centro da atividade política búlgara no Império Otomano e era sede dos dois maiores partidos búlgaros, o União dos Clubes Constitucionais Búlgaros, de direita, e o Partido Federativo Popular, de esquerda.

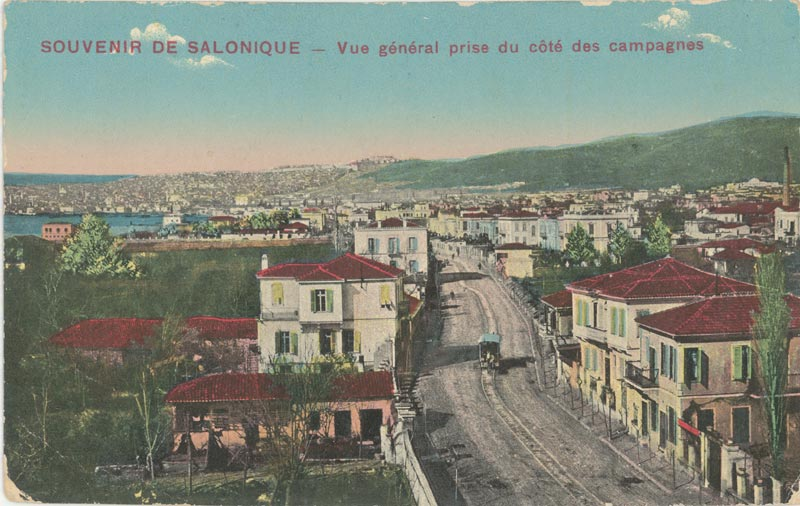
Rua Hamidie (des Campagnes), atualmente Rainha Olga, final do século XIX
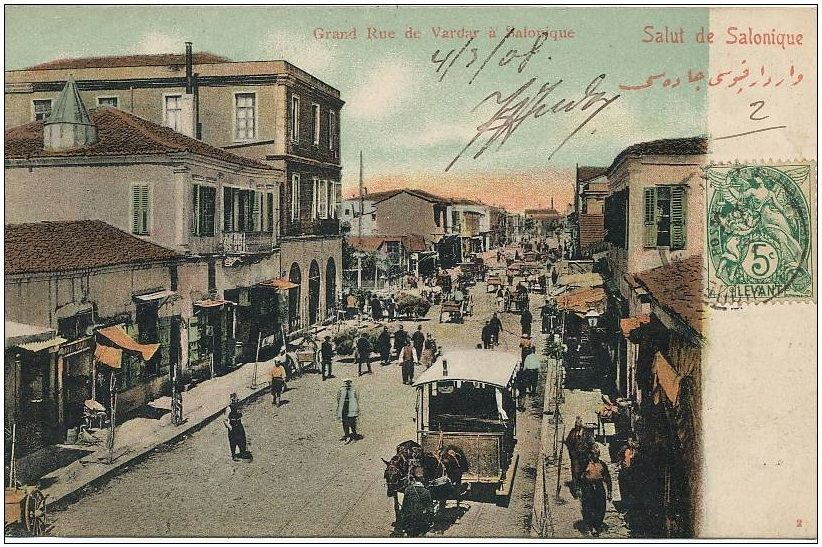
Rua Vardar
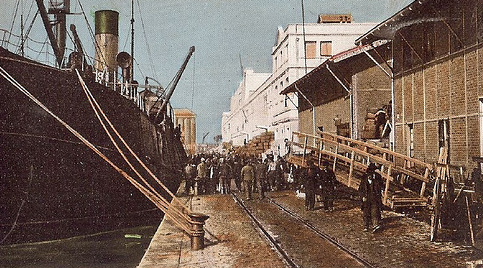
O porto, 1900
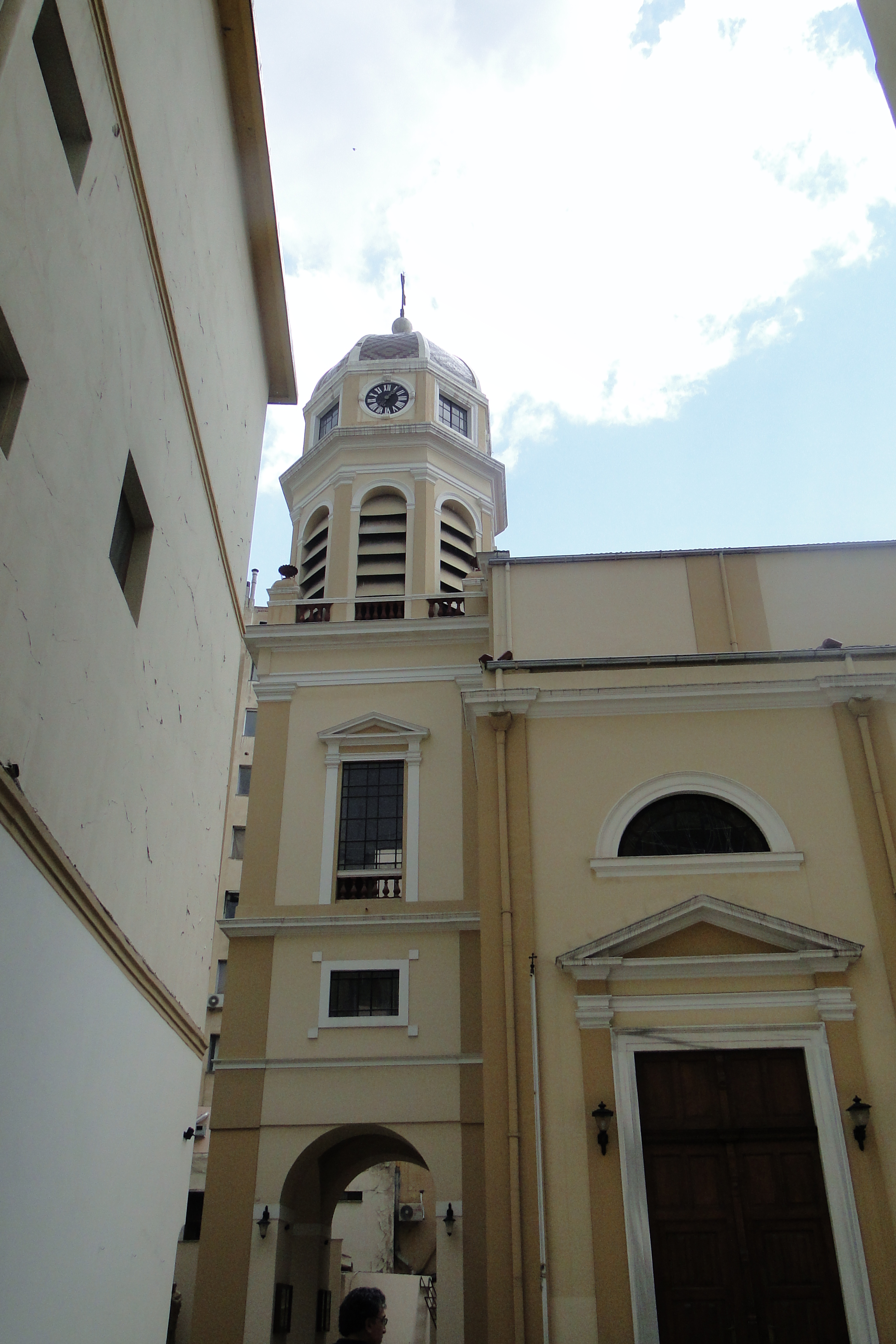
A igreja católica, construída em 1902
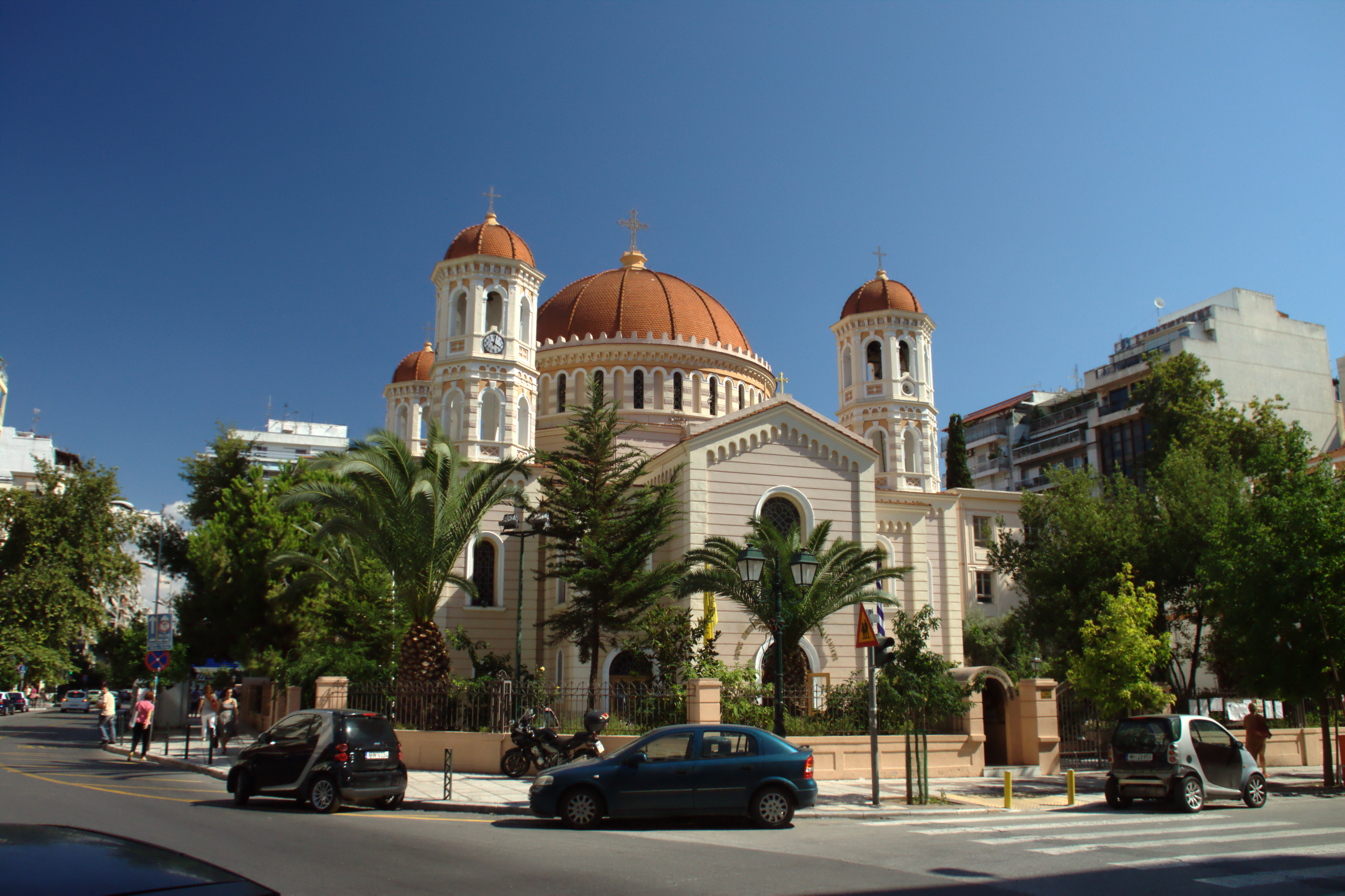
Igreja de Gregório Palamas, construída entre 1891 e 1912
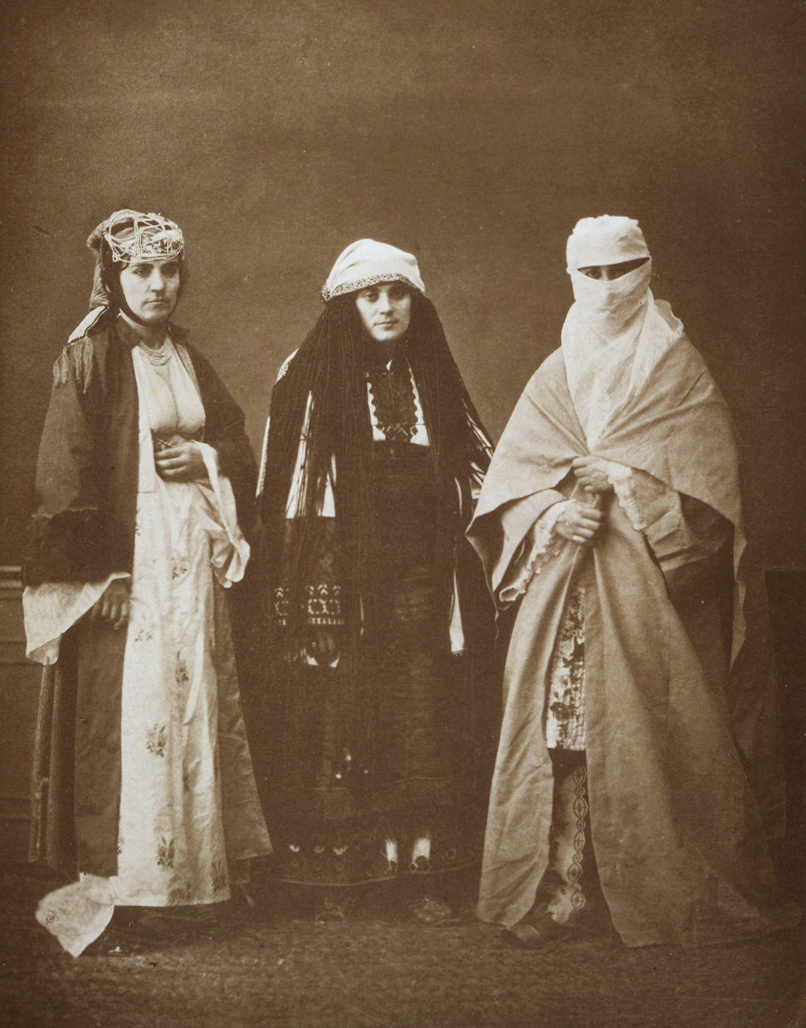
Mulheres muçulmanas de Salonica, de Les costumes populaires de la Turquie en 1873, publicado por patrocínio da Comissão Imperial Otomana para a Exposição Universal de Viena de 1873
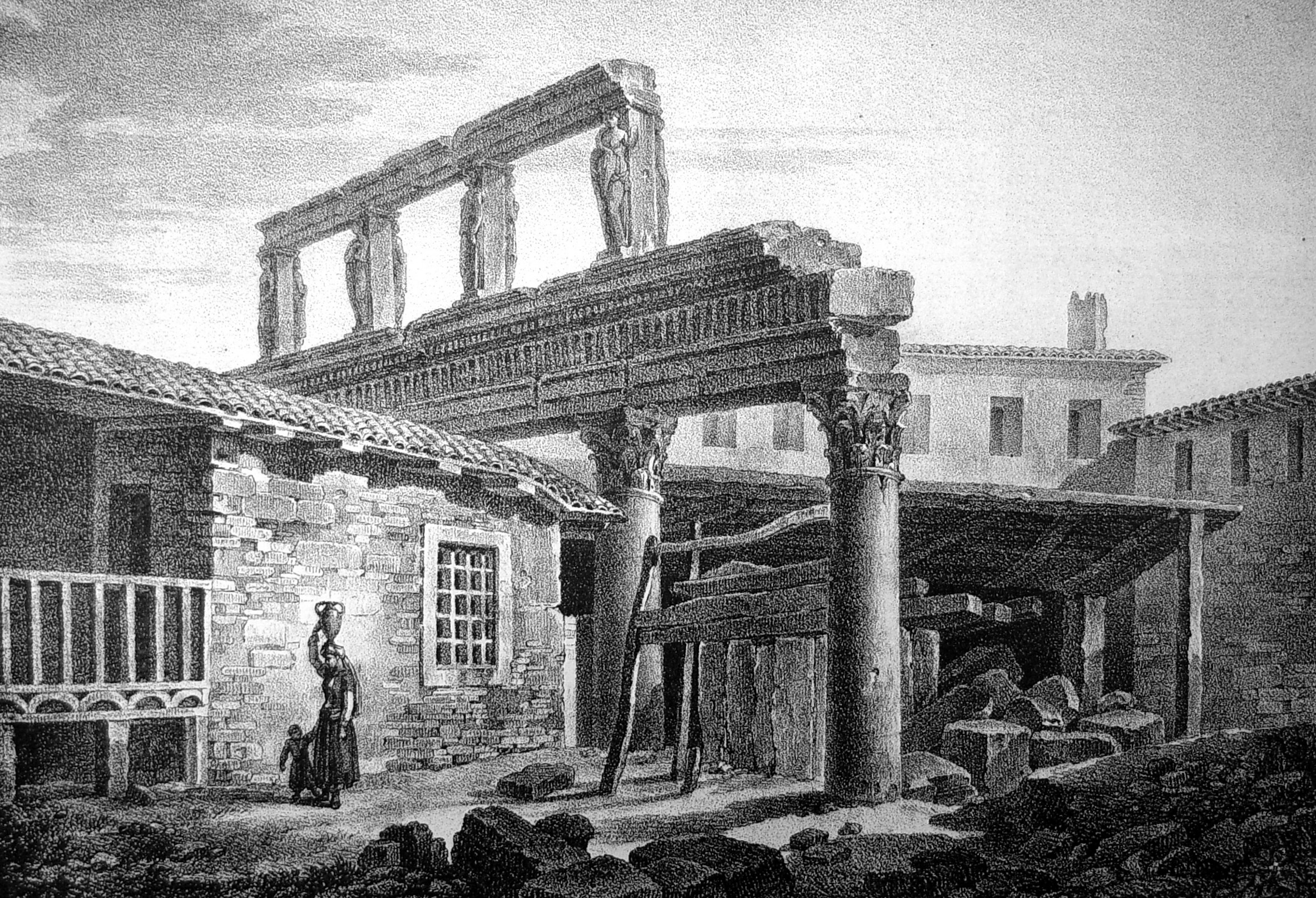
Gravura de 1831 de Las Encantadas, um pórtico romano na cidade; as esculturas foram removidas e levadas para o Louvre em 1864
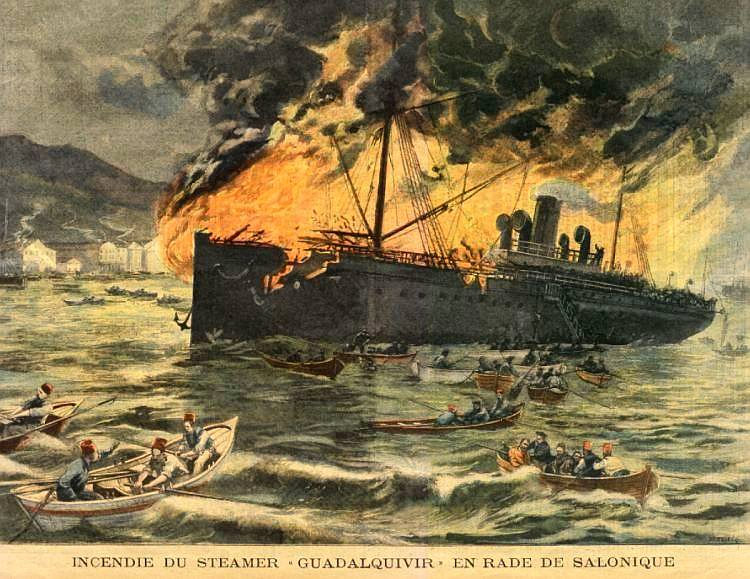
Navio francês queimando durante os Bombardeios a Salonica de 1903
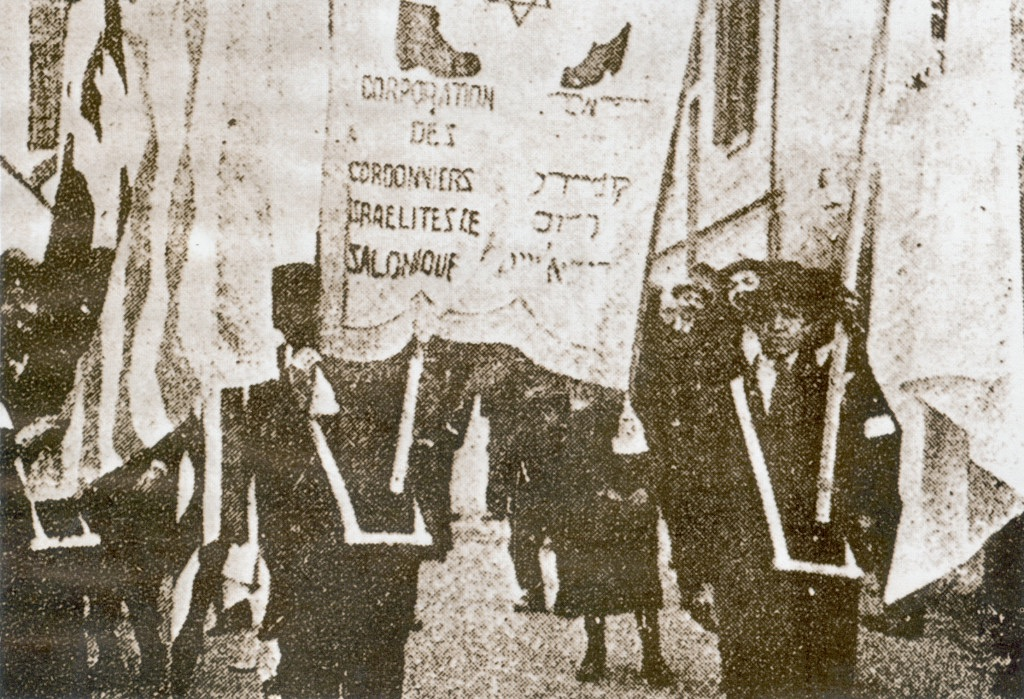
Trabalhadores judeus numa manifestação partidária (1 de maio de 1909)

## Guerras Balcânicas e Primeira Guerra Mundial

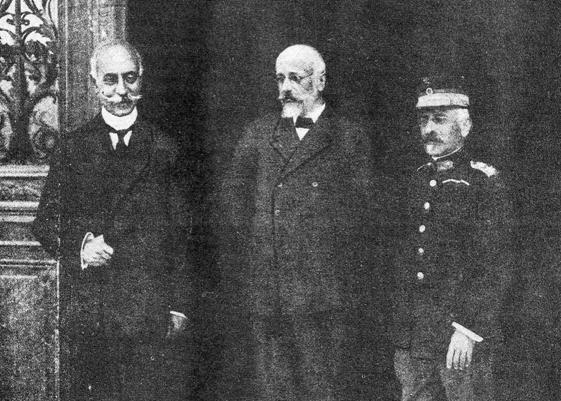
O "Triunvirato da Defesa Nacional" em Salonica, outono de 1916. Da esquerda para a direita: almirante Pavlos Kountouriotis, primeiro-ministro Eleftherios Venizelos e o general Panagiotis Danglis

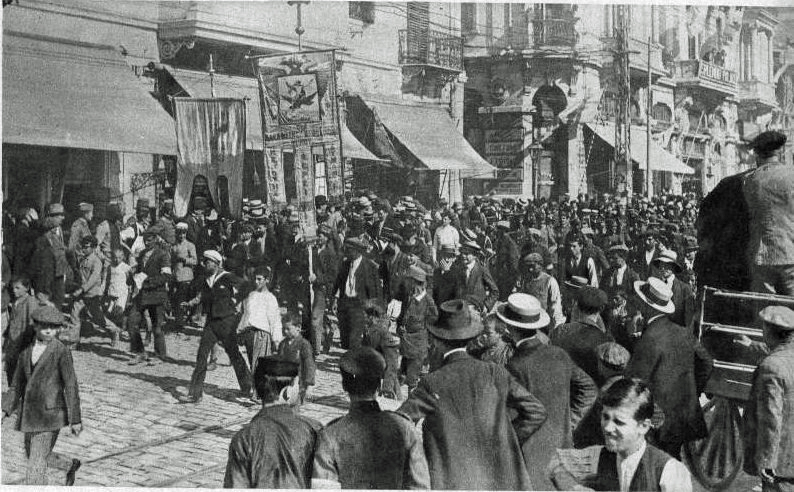
Apoiadores gregos da Defesa Nacional, outubro de 1916

Durante a Primeira Guerra Balcânica, uma guarnição otomana rendeu Salonica para o Exército Grego, em 9 de novembro [Calend. juliano: 27 de outubro] de 1912. Isso aconteceu um dia após a festa do padroeiro da cidade, São Demétrio, comemorando-se nesta data o aniversário da liberação da cidade. No dia seguinte, uma divisão búlgara chegou, e as tropas búlgaras foram autorizadas a entrarem na cidade em número reduzido. Ainda que oficialmente governada pelos gregos, o destino de cidade ainda não estava definido. O governo austríaco propôs tornar Salonica numa cidade neutra, como Danzig tornar-se-ia posteriormente; teria um território de 400-460 km² e uma população de 260.000. Não seria "Nem grega, búlgara ou turca, mas judaica".
O envolvimento emocional dos gregos com a cidade aumentou quando o rei Jorge I da Grécia, que tinha lá se estabelecido para enfatizar a possessão grega da cidade, foi assassinado em 18 de março de 1913 por Aléxandros Schinas. Depois da vitória da Grécia e da Sérvia na Segunda Guerra Balcânica, que eclodiu entre antigos aliados pelas disposições territoriais finais, o estado da cidade foi finalmente definido no Tratado de Bucareste em 10 de agosto de 1913, tornando a cidade parte integral da Grécia. Em 1915, durante a Primeira Guerra Mundial, uma grande forca expedicionária dos Aliados chegou em Salonica para usar a cidade como base para uma ofensiva massiva contra a Bulgária pró-Alemanha. Isso precipitou o conflito político entre o primeiro-ministro pró-Aliados, Eleftherios Venizelos, e o pró-neutralidade, rei Constantino. Em 1916, os oficiais do exército pró-Venizelos, com o apoio dos aliados, revoltaram-se, resultando no estabelecimento de um governo temporário pró-Aliados (o "Governo Provisório da Defesa Nacional), liderado por Venizelos, que controlava o norte da Grécia e o Egeu, contra o governo do rei em Atenas. Desde então, Salonica é chamada de symprotévousa ("cocapital").

Em 18 de agosto [Calend. juliano: 5 de agosto] de 1917, a cidade enfrentou um dos seus eventos mais destrutivos, onde a maior parte da cidade foi destruída por um incêndio acidentalmente causado por soldados franceses acampados na cidade. O incêndio deixou 72.000 desabrigados, a maior parte judeus, de uma população de 271.157 à época. Venizelos proibiu a reconstrução do centro da cidade até que um novo centro moderno fosse planejado. Isso foi realizado alguns anos depois pelo arquiteto e arqueólogo francês, Ernest Hebrard. O projeto de Hebrard, embora nunca tenha sido completado, acabou com as características orientais de Salonica e transformou-se numa metrópole europeia moderna que é hoje. Um efeito do grande incêndio, que veio a ser chamado de Grande Incêndio de Salonica, foi a destruição de quase metade das casas e meios de subsistência dos judeus, o que levou a uma grande imigração judaica. Muitos foram para a Palestina, outros para Paris, enquanto outros foram para os Estados Unidos. Estes, porém, foram rapidamente substituída por um número considerável de refugiados gregos da Ásia Menor como resultado de um intercâmbio populacional entre Grécia e Turquia, após a derrota das forças gregas na Anatólia pela Guerra Greco-Turca. Com a chegada desses novos refugiados a cidade expandiu-se enormemente e sem planejamento. Esses acontecimentos fizeram a cidade ser chamada de "A Capital dos Refugiados" (I Protévousa ton Prosfýgon) e de "Mãe dos Pobres" (Ftokhomána).

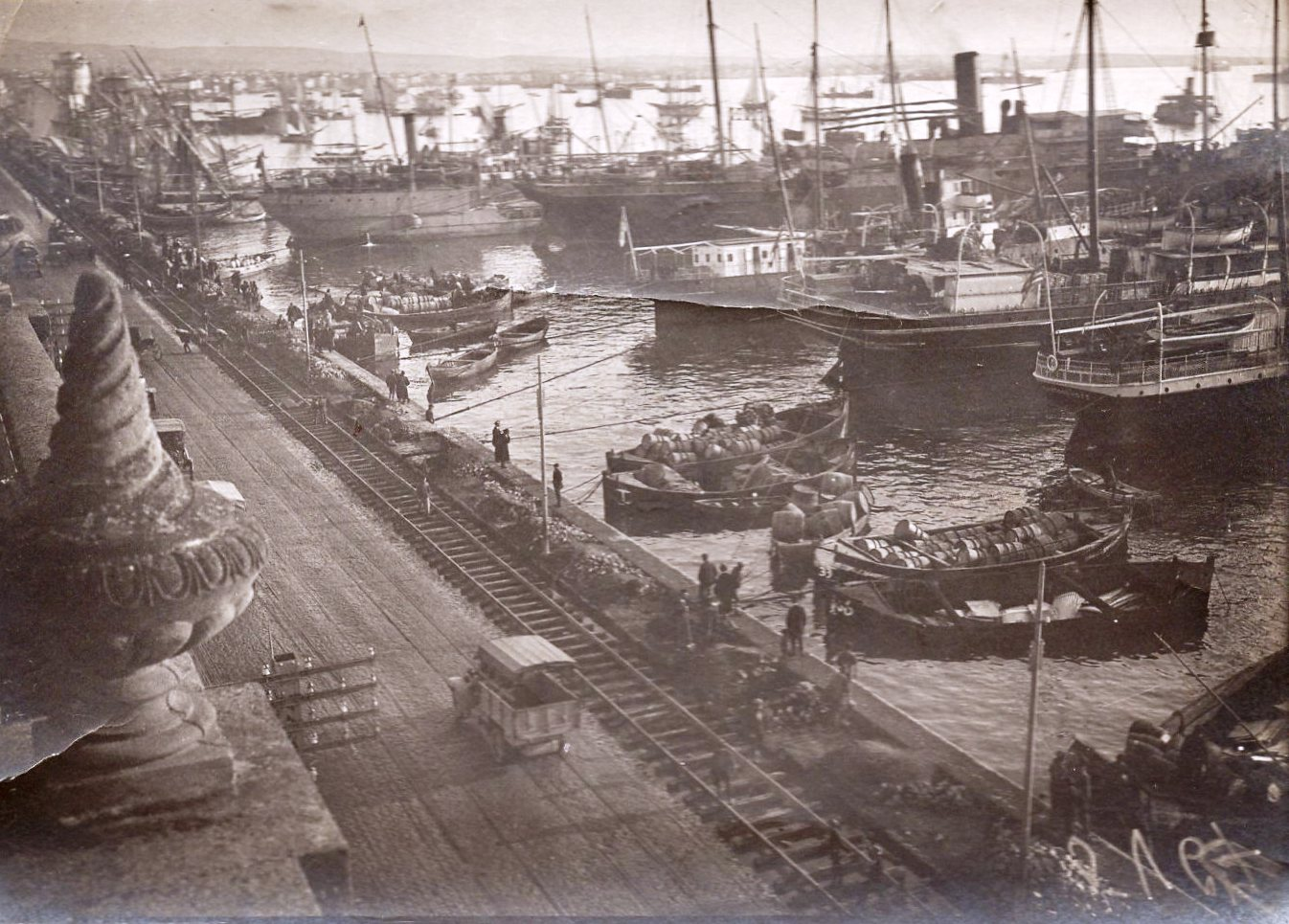
A esplanada (entre 1912 e 1919)
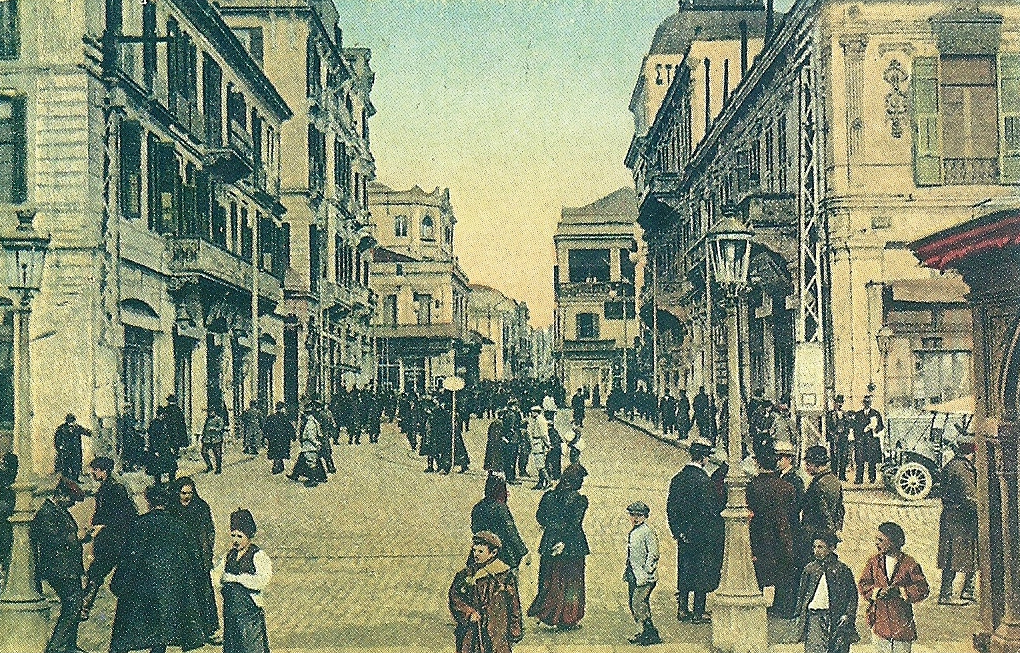
Praça Eleftherias, 1914
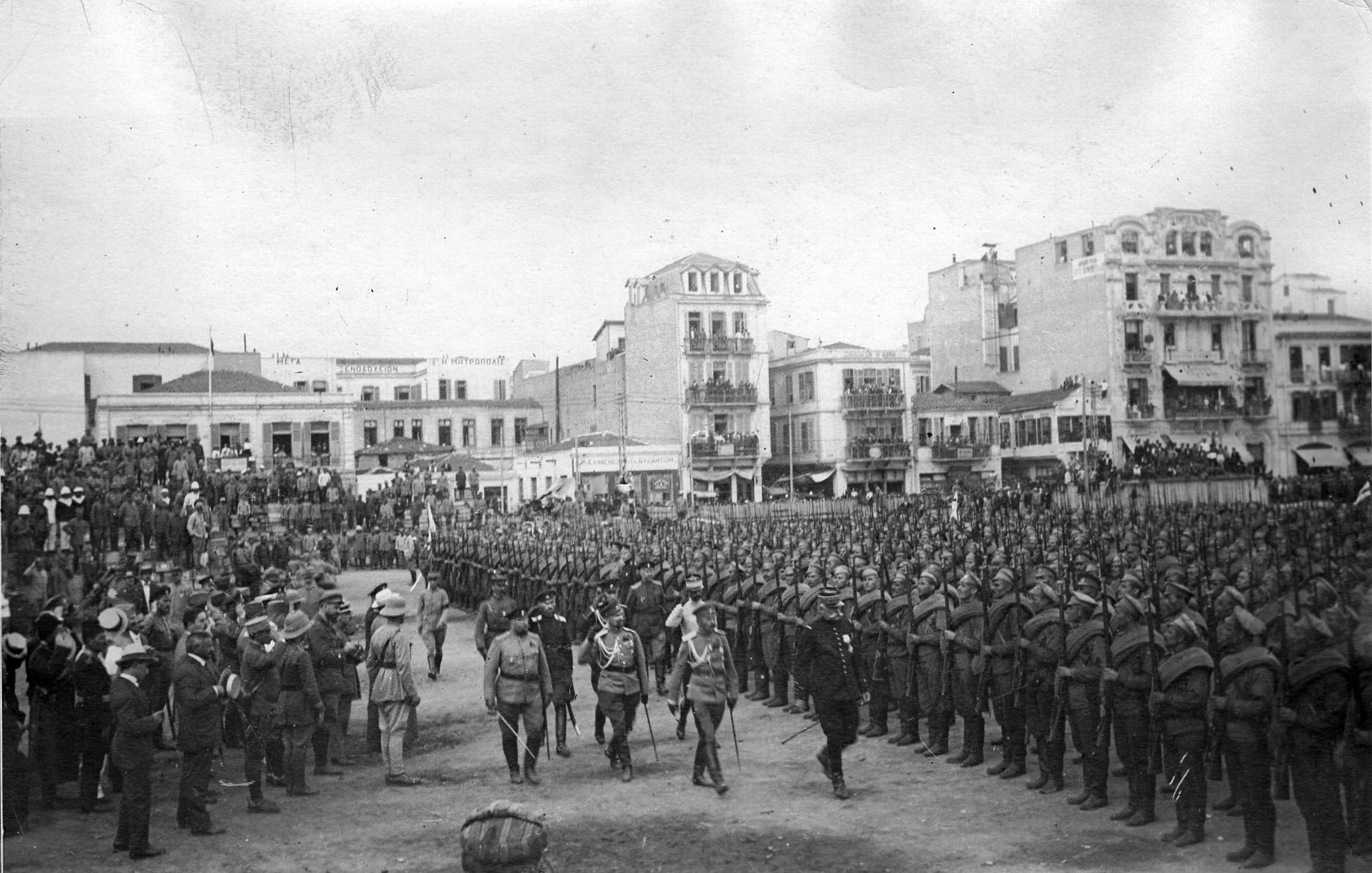
Exército francês na cidade, 1915
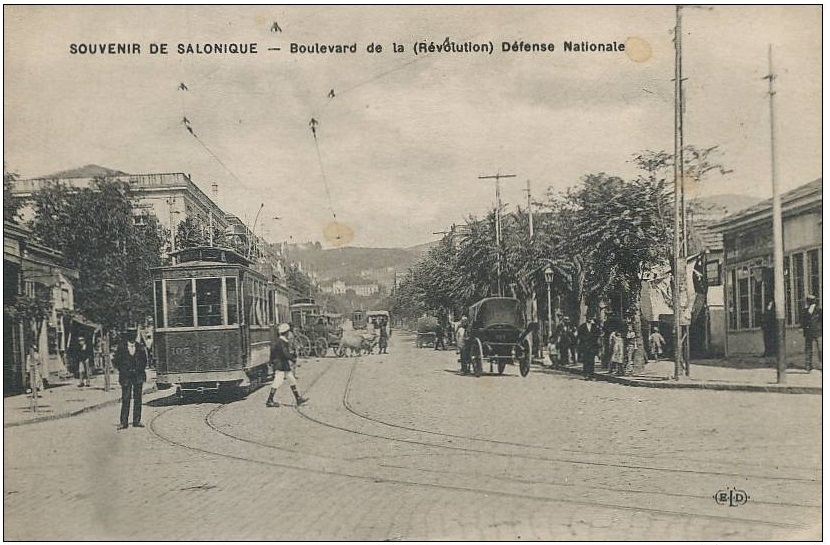
Boulevard "de la Revolution" durante o movimento da Defesa Nacional
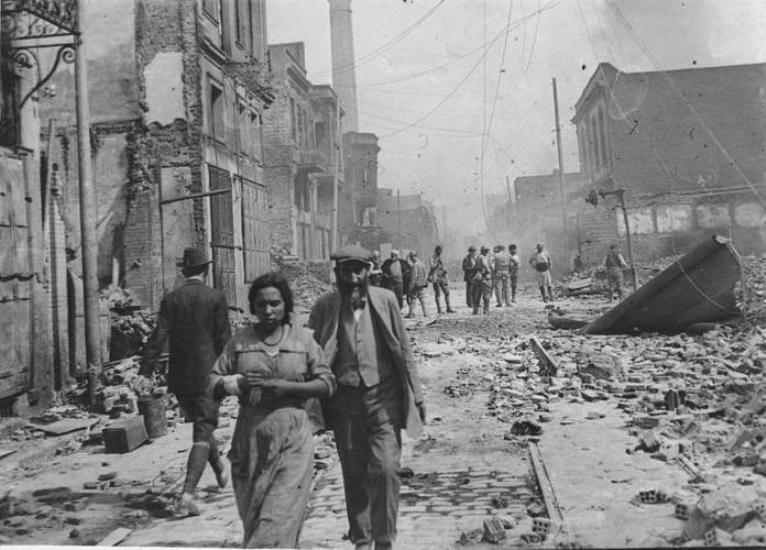
Foto de uma rua após o incêndio de 1917
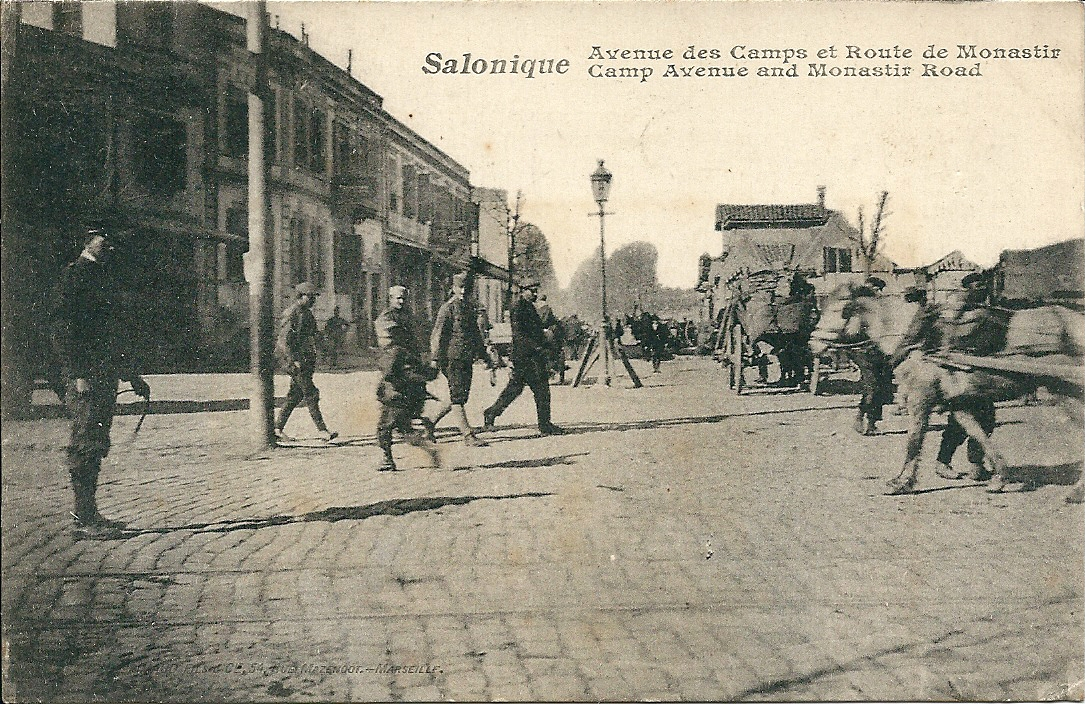
Rua Monastiriou, 1918
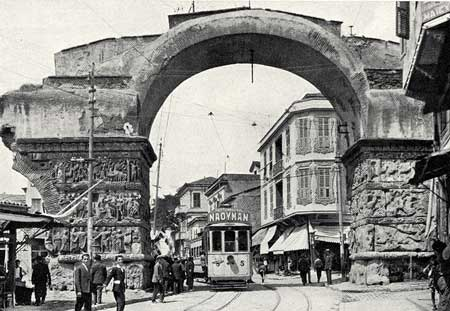
O Arco de Galério, 1920

## Regime de Metaxas e Primeira Guerra Mundial

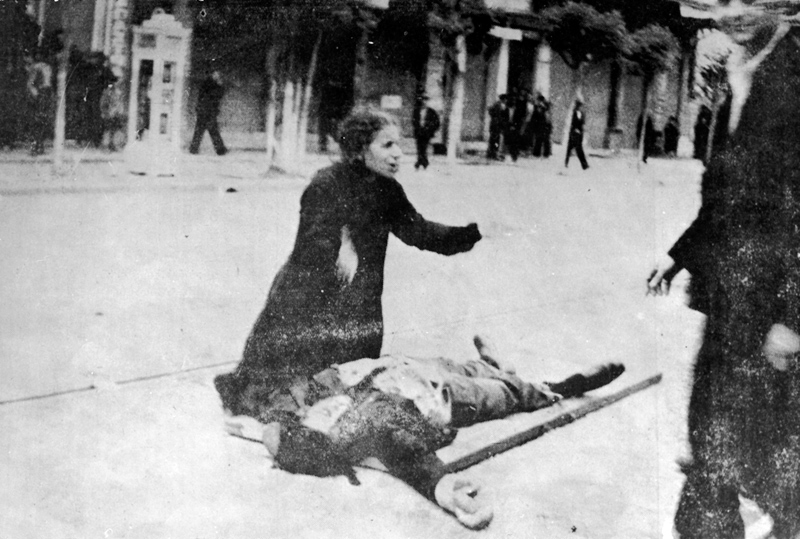
Manifestante morto em maio de 1936

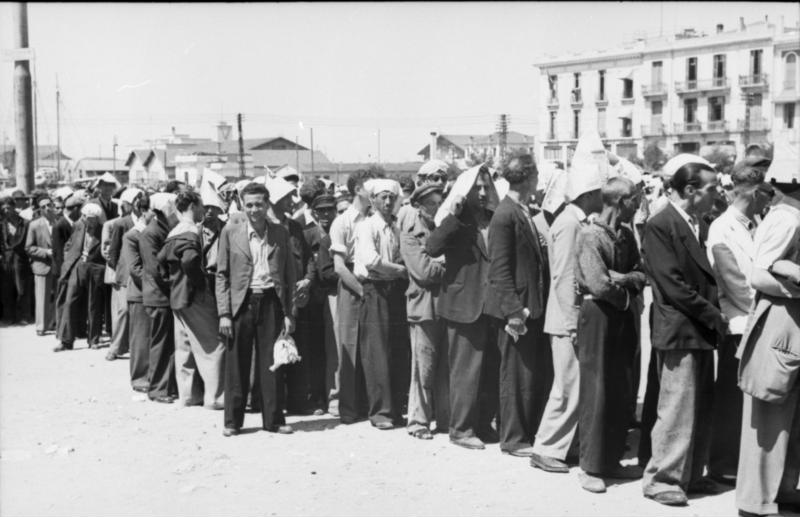
Registro dos judeus de Salonica pelos nazistas, julho de 1942

Em maio de 1936, um grande ataque de trabalhadores do tabaco levou a uma anarquia geral na cidade, e Ioánnis Metaxás (futuro ditador, então primeiro-ministro) ordenou sua repressão. Os eventos e as mortes dos manifestantes inspiraram Yiannis Ritsos a escrever o Epitafios.

Salonica caiu para as forças da Alemanha Nazista em 22 de abril de 1941 e permaneceu sob ocupação alemã até 30 de outubro de 1944. A cidade sofreu consideráveis danos dos bombardeios aliados e praticamente toda a população judaica que permaneceu após o incêndio de 1917, foi exterminada pelos nazistas. Pouco menos de mil judeus sobreviveram. Salonica foi construída e recuperada logo após a guerra; esse crescimento acompanhou o rápido crescimento populacional e um desenvolvimento em larga-escala de nova infraestrutura e indústria durante os anos 1950, 1960 e 1980. A maior parte do desenvolvimento urbano daquele período aconteceu sem um plano abrangente, o que contribuiu para os problemas de trânsito e de zoneamento dos dias atuais.

## Era moderna

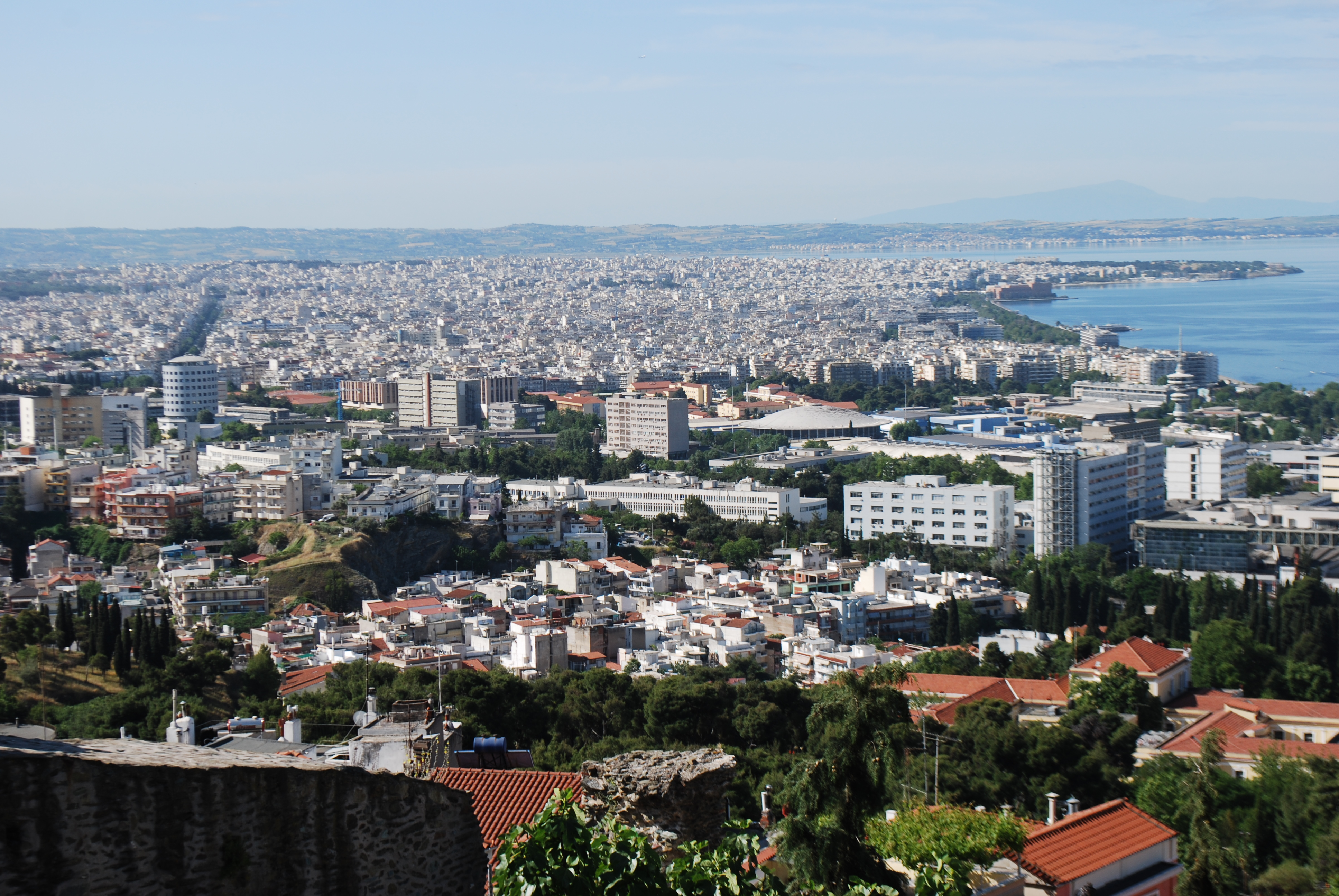
Vista das muralhas da cidade

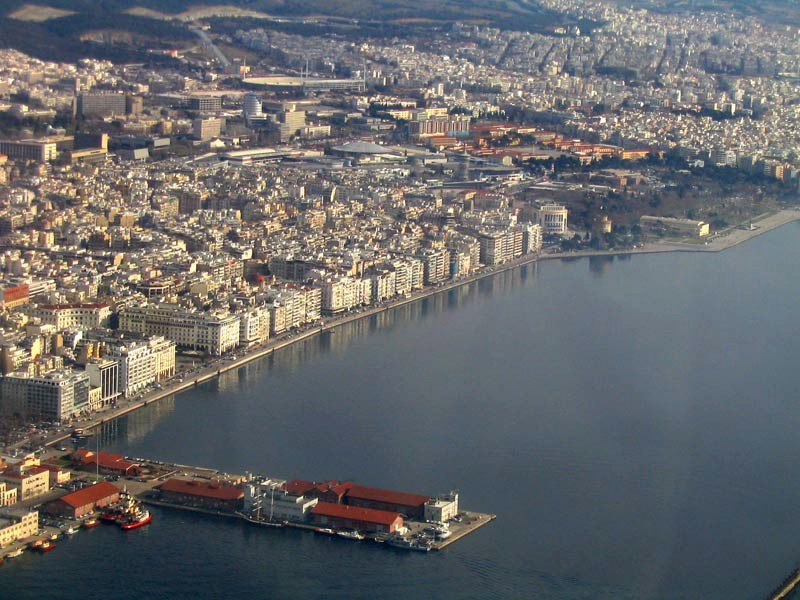
Centro da cidade com o porto

Em 20 de junho de 1979, a cidade foi atingida por um forte terremoto, registrando uma magnitude de momento de 6,5. O tremor causou dano considerável a diversos edifícios e até a alguns monumentos bizantinos da cidade; quarenta pessoas foram esmagadas quando um bloco inteiro de apartamentos colapsou no distrito de Hippodromo. Apesar disso, a cidade recuperou-se com considerável velocidade dos efeitos do desastres. Monumentos cristãos primitivos e bizantinos de Salonica foram inscritos na lista de Patrimônio Mundial da UNESCO em 1988 e Salonica mais tarde tornou-se Cidade Europeia da Cultura em 1997.

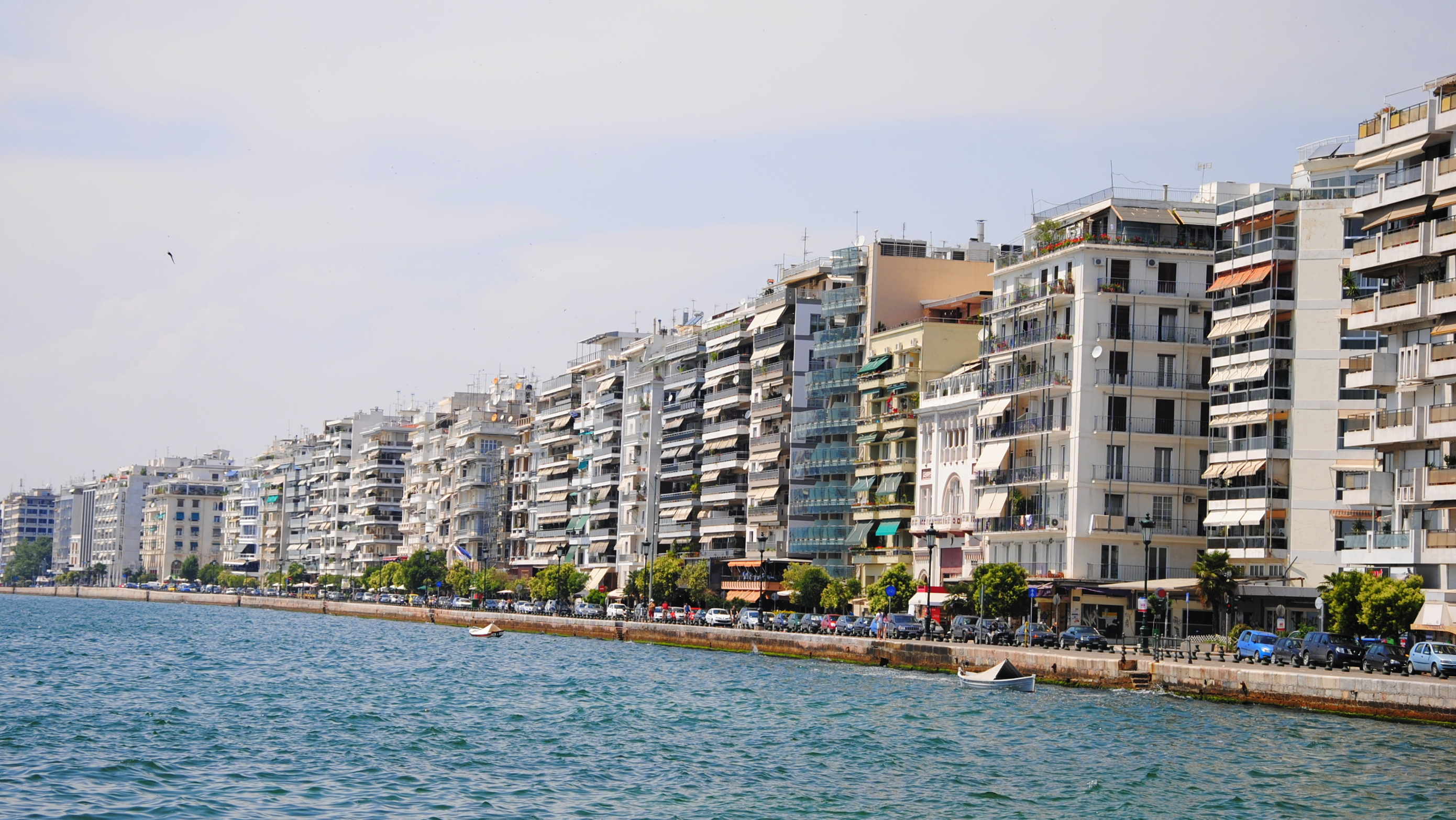
Avenida Nikis na beira-mar

Salonica hoje tornou-se um dos polos comerciais e empresariais mais importante dos Bálcãs, o Porto de Salonica, um dos maiores do Egeu, facilitando o comércio em todo o interior dos Bálcãs. A cidade também forma um dos maiores centros estudantis do sudeste da Europa e abriga a maior população estudantil da Grécia. A cidade abriga duas universidades estaduais — a Universidade Aristóteles de Salonica, a maior universidade da Grécia (fundada em 1926), e a Universidade da Macedônia, além do Instituto de Educação Tecnológica de Salonica. Também patrocina uma série de instituições internacionais privadas, afiliadas a universidades de outros países ou credenciadas no exterior.
Em junho de 2003, a cidade foi sede de uma reunião de líderes europeus, no fim da presidência grega da União Europeia, que aconteceu no resort Porto Carras, em Calcídica, para aumentar a segurança. Em 2004, a cidade sediou algumas partidas de futebol como parte dos Jogos Olímpicos de Verão de 2004 e passou por um grande programa de modernização 

## Leitura complementar
- Salonique 1850-1918: La ‘Ville des Juifs’ et le Reveil des Balkans, ed. Gilles Venstein (Paris: Autrement, 1992)
- Alexandra Yerolympos, Urban Transformations in the Balkans (1820-1920) (Thessaloniki: University Studio Press, 1996)
- Meropi Anastassiadou, Salonique: Une Ville Ottomane à l'Âge des Réformes (Leiden: Brill, 1997)
- Mark Mazower, Salonica, City of Ghosts: Christians, Muslims and Jews (London: Harper Collins, 2004)
- Miller, William. "Salonika," English Historical Review (1917) 32#126 pp. 161–174 in JSTOR
- Molho, Anthony. "The Jewish Community of Salonika: The End of a Long History." Diaspora: A Journal of Transnational Studies 1.1 (1991): 100–122. online
- Palmer, Alan. The Gardeners of Salonika: The Macedonian Campaign 1915-1918 (Faber & Faber, 2011)
- Tsvetkovitch, Dragisha. "Prince Paul, Hitler, and Salonika." International Affairs  27.4 (1951): 463–469.  in JSTOR
- Vassilikou, Maria. "Greeks and Jews in Salonika and Odessa: Inter-ethnic Relations in Cosmopolitan Port Cities." Jewish Culture and History 4.2 (2001): 155–172.
- Wakefield, Alan, and Simon Moody. Under the Devil's Eye: Britain's Forgotten Army at Salonika 1915-1918 (Sutton Publishing, 2004)

## Links externks
- City of Thessaloniki website
- Photos of historical buildings in Thessaloniki Arquivado em 2010-07-16 no Wayback Machine